# Metamorphosis (album de Papa Roach)
 (février 2024).
Si vous disposez d'ouvrages ou d'articles de référence ou si vous connaissez des sites web de qualité traitant du thème abordé ici, merci de compléter l'article en donnant les références utiles à sa vérifiabilité et en les liant à la section « Notes et références ».
Pour les articles homonymes, voir Metamorphosis.
Albums de Papa Roach
The Paramour Sessions
(2006) ...To Be Loved: The Best of Papa Roach
(2010)
Singles
1. Hollywood Whore 
Sortie : 28 octobre 2008
2. Lifeline
Sortie : 10 février 2009
3. I Almost Told You That I Loved You
Sortie : 1er juin 2009

Metamorphosis est le sixième  album studio du groupe américain de nu metal Papa Roach sorti le 24 mars 2009 sur le label Interscope Records. Cet album est le premier enregistré avec leur nouveau batteur, Tony Palermo (du groupe Unwritten Law), qui remplace Dave Buckner, parti en désintoxication. Ce dernier devrait revenir en juin 2009. L'album est le premier depuis Lovehatetragedy à débuter dans le top 10 du Billboard 200, en 8e position avec environ 44 000 exemplaires vendus en première semaine. Cependant, les ventes sont restées relativement faibles par rapport aux précédents opus.

## Liste des chansons
| No  | Titre                              | Auteur                      | Durée |
| --- | ---------------------------------- | --------------------------- | ----- |
| 1.  | Days of War                        | Esperance, Horton           | 1:25  |
| 2.  | Change Or Die                      | Shaddix, Esperance, Horton  | 3:19  |
| 3.  | Hollywood Whore                    | Shaddix, Esperance, Horton  | 3:54  |
| 4.  | I Almost Told You That I Loved You | Shaddix, Esperance, Michael | 3:12  |
| 5.  | Lifeline                           | Shaddix, Esperance, Michael | 4:18  |
| 6.  | Had Enough                         | Shaddix, Esperance, Horton  | 4:02  |
| 7.  | Live This Down                     | Shaddix, Esperance, Michael | 3:36  |
| 8.  | March Out of the Darkness          | Shaddix, Esperance, Horton  | 4:22  |
| 9.  | Into the Light                     | Shaddix, Esperance, Horton  | 3:28  |
| 10. | Carry Me                           | Shaddix, Esperance          | 4:26  |
| 11. | Nights of Love                     | Shaddix, Esperance, Horton  | 5:16  |
| 12. | State of Emergency                 | Shaddix, Esperance, Michael | 5:07  |